# Karl Willetts
Karl Willetts (född 21 september 1966) är sångare i genren death metal och sjöng i bandet Bolt Thrower till dess att bandet lades ner 2016. Han sjöng i bandet först mellan åren 1987 och 1994 och återkom sedan 2004. Avhoppet 1994 var på grund av studier och ekonomiska orsaker. 
Från 2016 är Willetts vokalist i bandet Memoriam som gav ut debutalbumet For the Fallen i mars 2017. Ett år senare, 23 mars 2018 släpps det andra albumet The Silent Vigil.

## Diskografi (urval)
Studioalbum med Bolt Thrower
- 1988 – In Battle There Is No Law
- 1989 – Realm of Chaos - Slaves To Darkness
- 1991 – War Master
- 1992 – The IVth Crusade
- 1994 – ...For Victory
- 1998 – Mercenary
- 2001 – Honour-Valour-Pride
- 2005 – Those Once Loyal

Studioalbum med Memoriam
- 2017 – For The Fallen
- 2018 – The Silent Vigil
- 2019 – Requiem For Mankind